# Oruza albigutta
Oruza albigutta är en fjärilsart som beskrevs av Alfred Ernest Wileman 1914. Oruza albigutta ingår i släktet Oruza och familjen nattflyn. Inga underarter finns listade i Catalogue of Life.